# Phaeoceros kashyapii
Phaeoceros kashyapii là một loài rêu trong họ Anthocerotaceae. Loài này được A. K. Asthana & S.C. Srivast. mô tả khoa học đầu tiên năm 1991.